# Janine Marat
Janine Marat, née le 18 juin 1926 à Lausanne, est une écrivain et journaliste vaudoise.

## Biographie
Janine Marat est la fille de l'écrivain Emmanuel Buenzod et la petite-fille du peintre Henri Bercher. Après des études secondaires à Vevey, Janine Marat fait des études de lettres à Genève avec Marcel Raymond (sa thèse qu'elle achève en 1966, porte sur la pensée d'Arthur Gobineau). 
Elle enseigne tout d'abord à l'école de traduction et d'interprétation de Genève, puis, attirée par la fiction littéraire publie deux romans Le Beau Monstre (1953) et Le Mage (1955) avant de se consacrer presque exclusivement au journalisme. Rédactrice d'une chronique littéraire à La Tribune de Genève puis à la Gazette de Lausanne, Janine Marat travaille également à la Radio suisse romande ainsi que pour France Culture.

## Sources
- « Janine Marat », sur la base de données des personnalités vaudoises sur la plateforme « Patrinum » de la Bibliothèque cantonale et universitaire de Lausanne.
- Alain Nicollier et Henri-Charles Dahlem, Dictionnaire d'écrivains suisses d'expression française, t. 2, p. 557-558